# Zorra (Bad Gyal)
Zorra è un singolo della cantante spagnola Bad Gyal, pubblicato il 12 dicembre 2019.

## Video musicale
Il video musicale, diretto dai Manson, è stato reso disponibile il 12 dicembre 2019 in concomitanza con l'uscita del brano.

## Tracce
Testi e musiche di Alba Farelo, Scott Storch e Te Whiti Warbrick.
Download digitale
1. Zorra – 3:05

Download digitale – Remix
1. Zorra (Remix) (con Rauw Alejandro) – 3:36

## Formazione
- Bad Gyal – voce
- Sickdrumz – produzione
- Scott Storch – tastiera, produzione
- John Greenham – mastering

## Classifiche

### Classifiche settimanali
| Classifica (2019) | Posizione massima |
| ----------------- | ----------------- |
| Spagna            | 2                 |

### Classifiche di fine anno
| Classifica (2020) | Posizione |
| ----------------- | --------- |
| Spagna            | 80        |
| Classifica (2021) | Posizione |
| Spagna            | 95        |